# Rusłana Taran
Rusłana Ołeksijiwna Taran (ukr. Руслана Олексіївна Таран, ur. 27 października 1970 w Eupatorii) – ukraińska żeglarka sportowa, trzykrotna medalistka olimpijska.
Brała udział w trzech igrzyskach (IO 1996, IO 2000, IO 2004), za każdym razem zdobywała medale. W 1996 i 2000 brąz w klasie 470, podczas obu startów partnerowała jej Ołena Pacholczyk. W 1997, 1998 i 1999 zdobywały tytuł mistrzyń globu, w 1995 były drugie. W 1997 zostały wybrane żeglarkami roku przez ISAF. Taran swój trzeci medal olimpijski, tym razem srebrny, zdobyła w 2004 roku w klasie Yngling.